# Eriosema ramosum
Eriosema ramosum är en ärtväxtart som beskrevs av Baker f. Eriosema ramosum ingår i släktet Eriosema och familjen ärtväxter. Inga underarter finns listade i Catalogue of Life.